# Чешуйчатка ольховая
Чешу́йчатка ольхо́вая (лат. Pholiota alnicola) — вид грибов, включённый в род Чешуйчатка (Pholiota) семейства Строфариевые (Strophariaceae).

## Описание
Шляпка 3—7 см в диаметре, узко-выпуклой, затем выпуклой и плоско-выпуклой формы, с подогнутым краем, негигрофанная. Поверхность слизистая, у молодых грибов с белыми или буроватыми остатками покрывала, лимонно-жёлтая, в центральной части с оливково-бурым оттенком.
Мякоть бледно-жёлтого или серно-жёлтого цвета, в ножке буроватая, иногда со слабым фруктовым запахом, с мучнистым или редечным вкусом.
Гименофор пластинчатый, пластинки узко-приросшие или с нисходящим на ножку зубцом, часто расположенные, светло-жёлтого цвета, с возрастом приобретающие розовато-бурый оттенок.
Ножка 3—13 см длиной и 0,5—1 см толщиной, у старых грибов полая, с белым волокнистым налётом, с верхней части жёлтая, ниже — красновато-буроватая.
Споровый порошок красновато-бурого цвета. Споры 7—12×4,5—5,5 мкм, продолговато-яйцевидной до миндалевидной формы, с небольшой порой прорастания.

## Экология
Чешуйчатка ольховая — паразит или сапротроф, произрастающий на мёртвой древесине лиственных деревьев, особенно часто — на ольхе и иве, реже — на дубе и буке.

## Таксономия

### Синонимы
- Agaricus alnicola Fr., 1821
- Agaricus alnicola var. salicicola Fr., 1838
- Agaricus amarus Bull., 1782
- Agaricus apicreus Fr., 1838
- Dryophila alnicola (Fr.) Quél., 1886
- Flammula alnicola (Fr.) P.Kumm., 1871
- Flammula alnicola var. salicicola (Fr.) P.Karst., 1879
- Flammula apicrea (Fr.) Gillet, 1876
- Gymnopilus alnicola (Fr.) Murrill, 1917
- Pholiota amara (Bull.) Singer, 1975
- Pholiota apicrea (Fr.) M.M.Moser, 1967
- Pholiota aromatica P.D.Orton, 1960
- Pholiota salicicola Bon ex Arnolds, 1983